# Azimut (società)
Azimut Yachts è una società italiana che si occupa della costruzione di yacht, creata nel 1969 da Paolo Vitelli.
I Cantieri Azimut operano nel settore della cantieristica con sede a Avigliana, e hanno stabilimenti a Livorno, Fano, Viareggio, Savona e Itajaí (Brasile).

## Storia

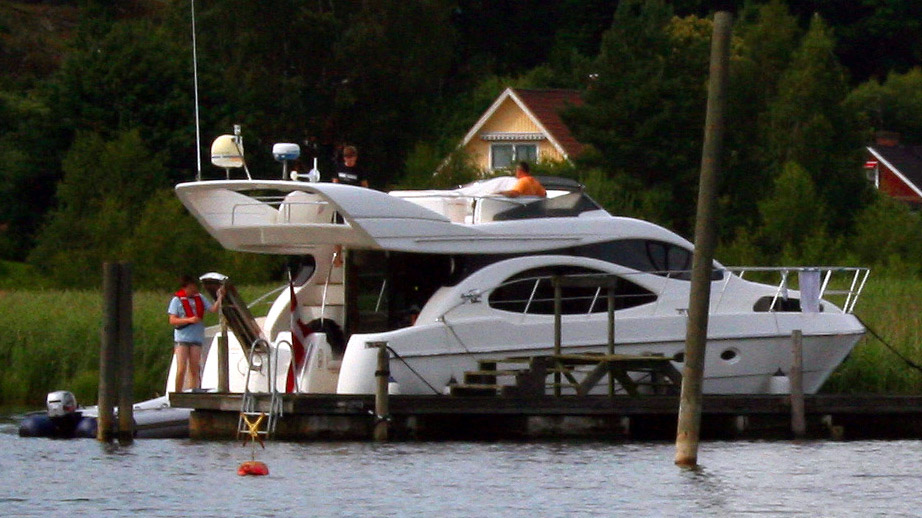
Uno yacht Azimut

La compagnia fu fondata nel 1969, quando lo studente Paolo Vitelli diede inizio a un'attività di noleggio di barche a vela.
Nel 1970, la marca olandese Amerglass del settore nautico affidò alla giovane società la distribuzione delle sue imbarcazioni sul territorio italiano.
Nel 1985 Azimut acquisì gli storici cantieri Benetti.
Negli anni Novanta, vi fu l'acquisizione dei nuovi cantieri a Fano, la ristrutturazione dei cantieri navali Benetti di Viareggio, e la costruzione di un nuovo stabilimento ad Avigliana.

## Attività

### Marchi

#### Azimut Yachts
Il marchio Azimut Yachts. Produzione di yachts da 10 m a 37 m.

#### Benetti Yachts
Il marchio Benetti Yachts. Produzione di 'mega' yachts da 37 m a 100 m.

### Fabbriche
Azimut Benetti possiede fabbriche nei seguenti luoghi:
- Avigliana[2], Produzione di yachts in fibra di vetro e lunghi fino a 78 piedi;
- Viareggio;[2]
- Livorno;
- Fano;[2]
- Savona.[2]
- Itajaí (Brasile);[3]